# Effigia
Effigia (łac. „duch”) – rodzaj archozaura z kladu Crurotarsi (obejmującego krokodyle i archozaury bliżej spokrewnione z nimi niż z ptakami). Obecnie znany jest jeden gatunek należący do tego rodzaju – E. okeeffeae, nazwany na cześć Georgii O’Keeffe. Żyła w późnym triasie (prawdopodobnie w retyku, choć datowanie nie jest do końca pewne). Na podstawie odkrytych skamieniałości tego zwierzęcia Nesbitt (2007) szacuje długość całego szkieletu na 2 metry (zaznaczając jednak, że wszystkie dotąd odkryte skamieniałości należą do młodych osobników).
Skamieniałości effigii odkryto w latach 1947–1948 na stanowisku Whitaker Quarry (znanym także jako Coelophysis Quarry, gdyż odkryto tam liczne skamieniałości celofyzów) na terenie Ghost Ranch w Nowym Meksyku. W latach 40. uważano jednak, że na tym stanowisku można znaleźć jedynie szczątki dobrze znanych celofyzów; kości effigii nie wzbudziły wówczas zainteresowania. Nie zostały one wówczas zbadane i trafiły do magazynów Amerykańskiego Muzeum Historii Naturalnej, zapomniane na dziesiątki lat; badania nad holotypem effigii (oznaczonym AMNH FR 30587) rozpoczęto dopiero w 2004 r.
Choć Effigia jest bliżej spokrewniona z krokodylami niż z dinozaurami, budową ciała w dużym stopniu przypomina dinozaury, zwłaszcza dużo późniejsze strusiopodobne teropody z grupy ornitomimozaurów. M.in. było to zwierzę dwunożne, o kończynach przednich krótszych od tylnych (stosunek długości kończyn przednich do długości kończyn tylnych jest u effigii podobny do tego spotykanego u teropodów); jej czaszka miała duże oczodoły i bezzębne szczęki, a prawdopodobnie także rogowy dziób, jak u ornitomimozaurów; Effigia miała też długą szyję, z pneumatycznymi kręgami szyjnymi. Podobieństwo tego archozaura do bliżej nie spokrewnionych z nim ornitomimozaurów jest przykładem daleko posuniętej konwergencji. Nesbitt (2007) twierdzi jednak, że effigia nie była pod tym względem wyjątkiem – również inne triasowe archozaury z grupy Crurotarsi wykazują podobieństwo do późniejszych grup dinozaurów (np. duże naziemne drapieżniki tradycyjnie określane mianem Rauisuchia odpowiadają późniejszym wielkim teropodom, a aetozaury odpowiadają ankylozaurom); jego zdaniem dopiero wyginięcie większości linii ewolucyjnych Crurotarsi umożliwiło dinozaurom szybszy rozwój i zdobycie pozycji dominujących kręgowców lądowych.
Analizy kladystyczne wskazują na bliskie pokrewieństwo effigii z innym północnoamerykańskim triasowym archozaurem – szuwozaurem (Shuvosaurus), tym samym dowodząc, że należy on do Crurotarsi, a nie, jak sugerowano wcześniej, do teropodów (sugerowano m.in. jego przynależność do ornitomimozaurów lub do Coelophysoidea); sugerują też, że inny przedstawiciel Crurotarsi – Chatterjeea – może być młodszym synonimem szuwozaura. Innym bliskim krewnym effigii był Sillosuchus, żyjący na terenach dzisiejszej Ameryki Południowej (co dowodzi, że podobne do effigii zwierzęta żyły w trasie w różnych częściach świata); w Arizonie odkryto też skamieniałości podobnego zwierzęcia żyjącego w anizyku, co wskazuje, że krewni effigii żyli już w środkowym triasie. Nesbitt (2007) na określenie kladu obejmującego effigię, szuwozaura i sillozucha roboczo używa określenia „grupa Y”, wskazując jednak, że można do niego odnieść nazwę Shuvosauridae. Ten klad z kolei wchodzi w skład szerszego kladu (Nesbitt, 2007 roboczo określa go mianem „grupy X”) obejmującego również inne rodzaje drapieżników z grupy Rauisuchia (sam Nesbitt nie używa jednak tej nazwy w swej analizie, z powodu wątpliwości co do tego, czy Rauisuchia są grupą monofiletyczną) – rodzaje Lotosaurus i Arizonasaurus. „Grupa X” jest zaś siostrzana do kladu obejmującego postozucha i zaurozucha. Wcześniej Nesbitt sugerował też bliskie pokrewieństwo Arizonasaurus, Sillosuchus i Chatterjeea (= Shuvosaurus) z rodzajami Poposaurus i Bromsgroveia; bliskie pokrewieństwo Arizonasaurus i Shuvosauridae z tymi rodzajami potwierdziły analizy kladystyczne Weinbauma i Hungerbühlera (2007) oraz Brusattego i współpracowników (2010), z których wynika przynależność Poposaurus, Arizonasaurus i Shuvosauridae do monofiletycznej nadrodziny Poposauroidea.
Lucas, Spielmann i Hunt (2007) uznali Effigia za młodszy synonim rodzaju Shuvosaurus i sklasyfikowali E. okeeffeae jako drugi (obok S. inexpectatus) gatunek z rodzaju Shuvosaurus - Shuvosaurus okeeffeae. Jednak inni naukowcy nadal klasyfikują Shuvosaurus i Effigia jako odrębne, choć blisko spokrewnione rodzaje.